# 第2回日本アカデミー賞
第2回日本アカデミー賞（だい2かいにほんあかでみーしょう）は、1979年（昭和54年）4月9日に行われた日本アカデミー賞の発表・授賞式。
1978年（昭和53年）1月1日から1978年（昭和53年）12月31日迄に1週間以上、商業公開された映画を対象としている。京王プラザホテルで開催され、司会は宝田明と平田昭彦が務め、日本テレビが中継、『土曜スペシャル』で放送した。

## 最優秀作品賞
- 『事件』

### 作品賞ノミネート
- 『愛の亡霊』
- 『鬼畜』
- 『サード』
- 『柳生一族の陰謀』

## 最優秀監督賞
- 野村芳太郎 - 『事件』／『鬼畜』

### 監督賞ノミネート
- 大島渚 - 『愛の亡霊』
- 田中登 - 『人妻集団暴行致死事件』／『ピンクサロン好色五人女』
- 藤田敏八 - 『危険な関係』／『帰らざる日々』
- 山田洋次 - 『男はつらいよ 寅次郎わが道をゆく』／『男はつらいよ 噂の寅次郎』

## 最優秀脚本賞
- 新藤兼人 - 『事件』

### 脚本賞ノミネート
- 井手雅人 - 『ダイナマイトどんどん』／『鬼畜』
- 寺山修司 - 『サード』
- 野上龍雄／松田寛夫／深作欣二 - 『柳生一族の陰謀』
- 藤田敏八／中岡京平 - 『帰らざる日々

## 最優秀主演男優賞
- 緒形拳 - 『鬼畜』

### 主演男優賞ノミネート
- 渥美清 - 『男はつらいよ 寅次郎わが道をゆく』／『男はつらいよ 噂の寅次郎』
- 永島敏行 - 『事件』／『サード』／『帰らざる日々』
- 萬屋錦之介 - 『柳生一族の陰謀』
- 渡瀬恒彦 - 『皇帝のいない八月』

## 最優秀主演女優賞
- 大竹しのぶ - 『事件』

### 主演女優賞ノミネート
- 梶芽衣子 - 『曾根崎心中』
- 谷ナオミ - 『薔薇の肉体』
- 松坂慶子 - 『事件』
- 吉行和子 - 『愛の亡霊』

## 最優秀助演男優賞
- 渡瀬恒彦 - 『事件』

### 助演男優賞ノミネート
- 嵐寛寿郎 - 『オレンジロード急行』／『ダイナマイトどんどん』
- 田中邦衛 - 『ダイナマイトどんどん』
- 千葉真一 - 『柳生一族の陰謀』
- 夏木勲 - 『冬の華』／『野性の証明』

## 最優秀助演女優賞
- 大竹しのぶ - 『事件』／『聖職の碑』

### 助演女優賞ノミネート
- 小川眞由美 - 『鬼畜』／『燃える秋』
- 香川京子 - 『翼は心につけて』
- 左幸子 - 『曾根崎心中』
- 宮下順子 - 『ダイナマイトどんどん』／『雲霧仁左衛門』

## 最優秀音楽賞
- 武満徹 - 『燃える秋』／『愛の亡霊』

### 音楽賞ノミネート
- 芥川也寸志 - 『鬼畜』
- 伊福部昭 - 『お吟さま』
- 佐藤勝 - 『皇帝のいない八月』
- 林光 - 『聖職の碑』

## 最優秀技術賞
- 川又昂（撮影） - 『事件』／『鬼畜』

### 技術賞ノミネート
- 井川徳道（美術） - 『柳生一族の陰謀』／『日本の首領 完結篇』／『冬の華』
- 岡本健一（照明） - 『愛の亡霊』
- 木村威夫（美術） - 『お吟さま』
- 宮島義勇（撮影） - 『愛の亡霊』／『赤穂城断絶』
- 安田哲男（録音） - 『愛の亡霊』

## 最優秀外国作品賞
- 『家族の肖像』

### 外国作品賞ノミネート
- 『愛と喝采の日々』
- 『グッバイガール』
- 『スター・ウォーズ』
- 『未知との遭遇』